# موزيل
المُوزِل أو الموزيل (بالفرنسية: Moselle)‏ (بالألمانية: Mosel) هو نهر يتدفق عبر فرنسا ولوكسمبورغ وألمانيا. وهو أحد روافد نهر الرين اليسرى، ويجتمع مع الرَّين في كوبلنس. كما يجري جزء صغير في بلجيكا عبر نهر أور وهو ينبع من جبال فوزجية شرق فرنسا وينساب لمسافة 513 كم ويصب في نهر الرَّين في كوبلنس في ألمانيا و نهر موزل شديد الضحالة في كثير من أجزائه وفيه قناة يبلغ طولها 274 كم تتيح للسفن الإبحار إلى أعالي النهر لمسافة 320 كم.
اسمها أتي من اللاتينية Mosella ، وهذا يعني «ميز الصغير» (موسى في اللاتينية). أعطى النهر اسمه لاثنين من أقاليم فرنسا: موزيل ومورت وموزيل.

## معرض

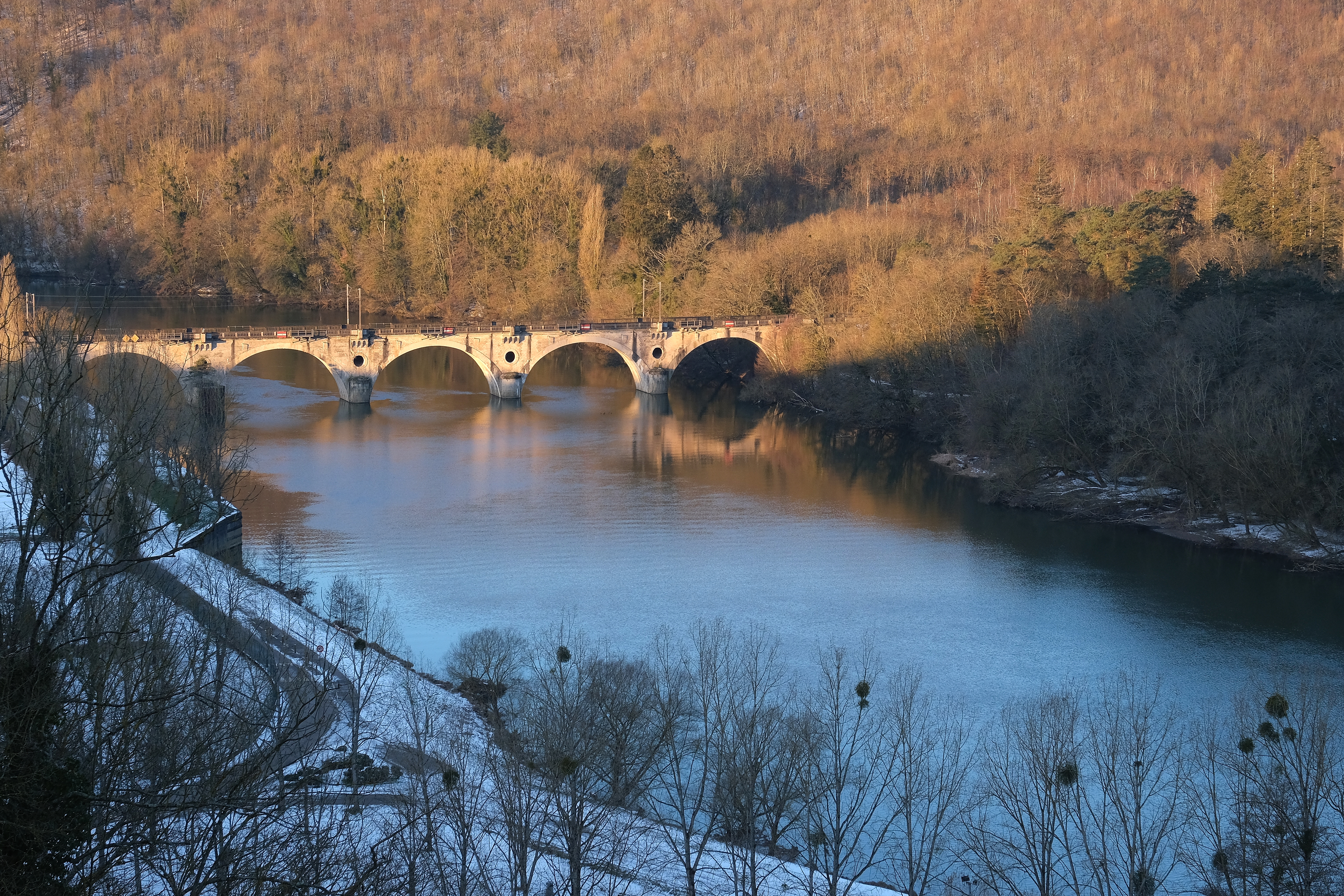
بونت فيروفيير موسيل ليفردون
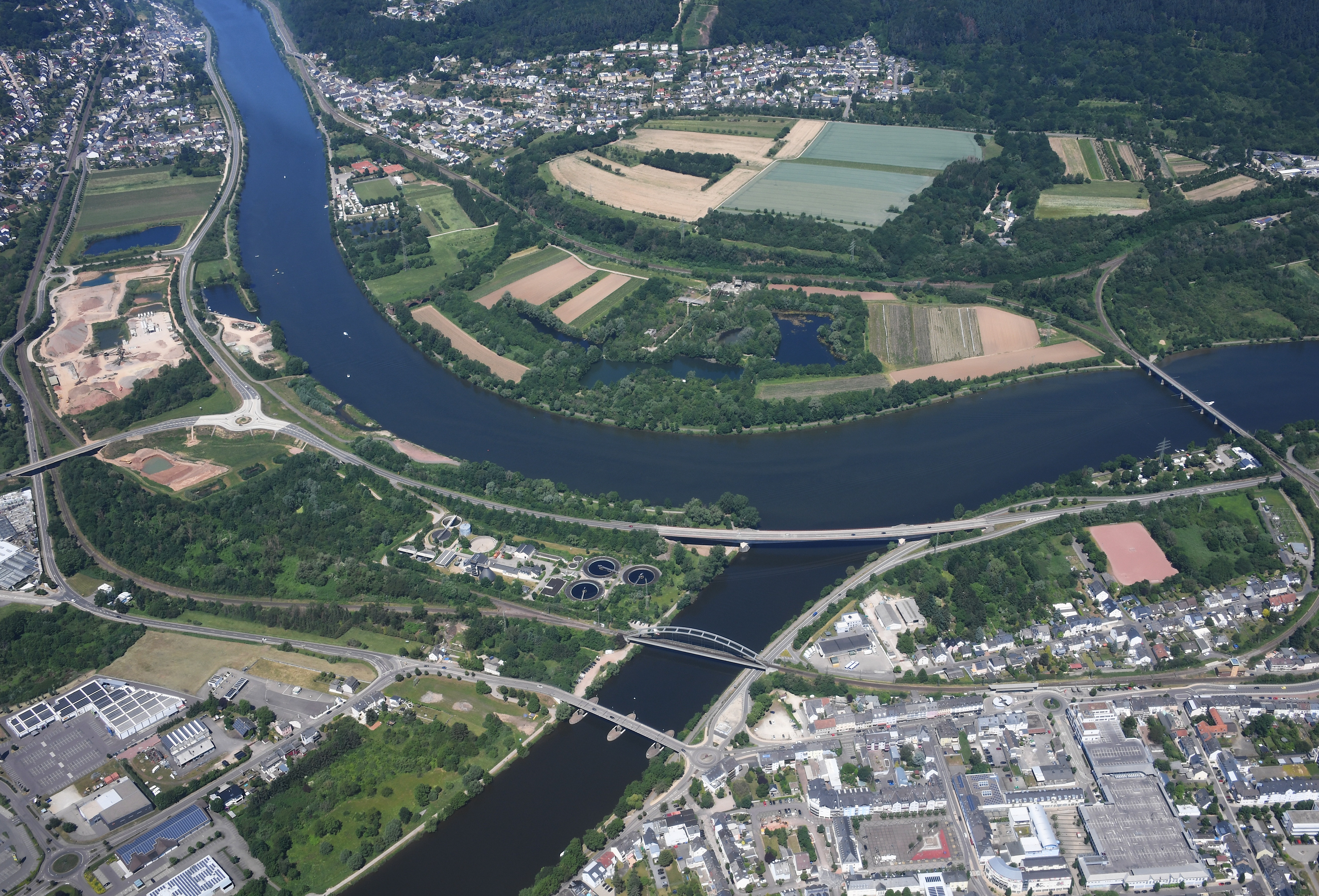
صورة جوية لالتقاء نهري سار وموزل
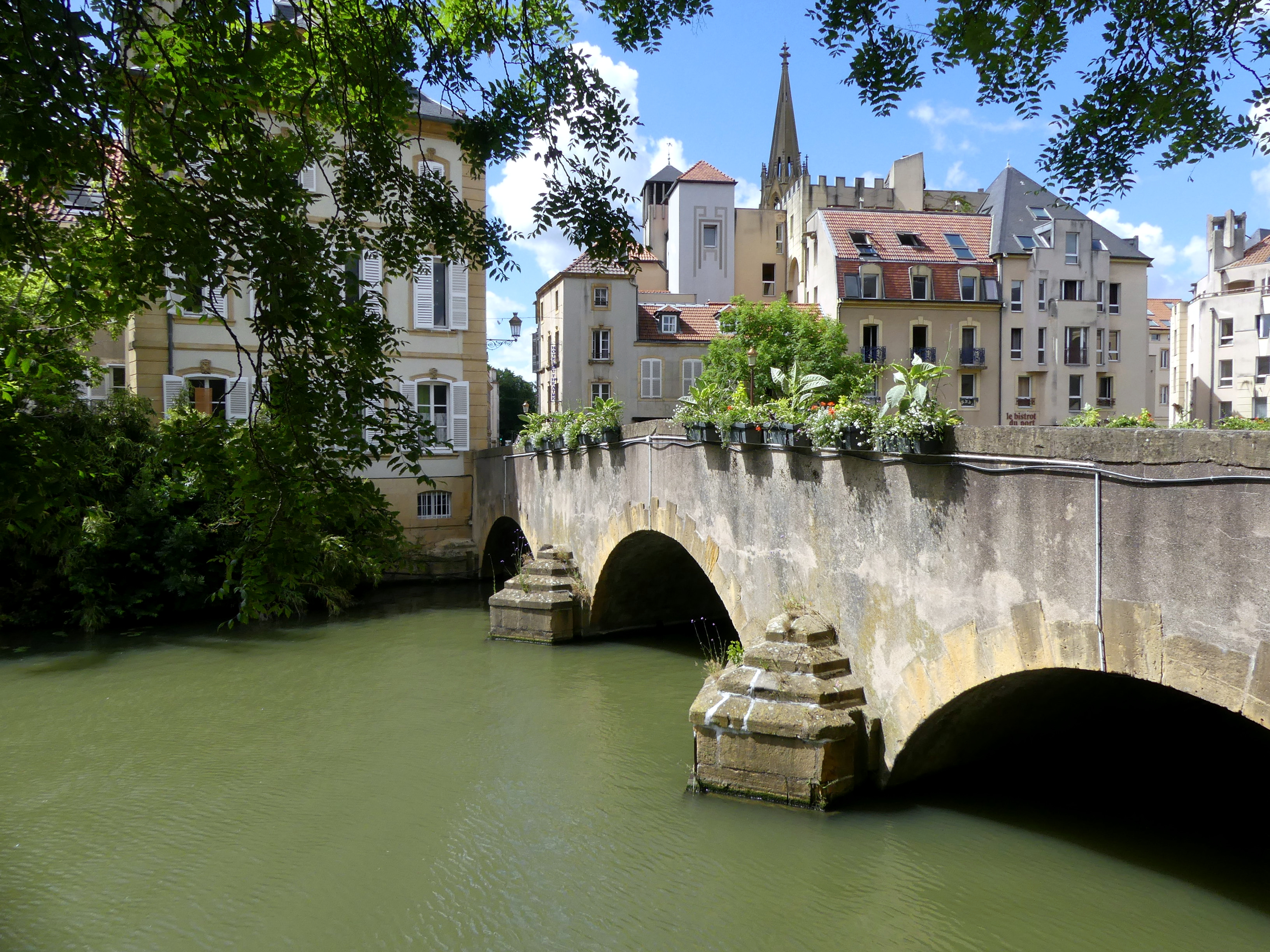
جسر نهر موزل

## اقرأ أيضا
- رايشسبورج كوخم
- راينلند بالاتينات
- كولونيا